# モンタギュー・ノーマン
初代ノーマン男爵モンタギュー・コレット・ノーマン（英語: 1st Baron Norman,Montagu Collet Norman, 1871年9月22日 - 1950年2月4日）は、イギリスの銀行家。1921年から1944年の間イングランド銀行総裁を務めたことで知られる。イギリス経済史上最も厳しい時代にイングランド銀行を指導した。芝居がかった人物としても知られる。

## 生涯

### 前半生と軍務
父フレデリック・ヘンリー・ノーマンと母リナ・スーザン・ペネロペ・コレットの間に長男として生まれ、母方の祖父マーク・ウィルクス・コレットもまたイングランド銀行総裁であった。ノーマン家は銀行家の一族として有名であり、弟ロナルド・コレットおよび甥のマーク、又甥のデイヴィッドもまた銀行家であった。イートン・カレッジで教育を受けた後、キングス・カレッジにも1年在学した。ベッドフォードシャーおよびハートフォードシャーで予備役に志願して第二次ボーア戦争で戦い、1901年には英軍殊功勲章を授与された。

### 商業銀行
ヨーロッパで過ごした後、1892年には父がパートナーであったマーティン銀行に勤め、1894年には母方の祖父がパートナーであったブラウン・シプリーに移り、1895年にはニューヨークのブラウン・ブラザースに勤めた。南アフリカ共和国に行く前の1900年にはブラウン・シプリーのパートナーになり、1915年には退職した。

### イングランド銀行
1907年にはイングランド銀行の理事となり、第一次世界大戦中には副総裁のアドバイザーとなった。1917年に副総裁となり、1920年には総裁となった。ノーマンの指導のもとで、イングランド銀行は大きく変革された。ニューヨーク連邦準備銀行初代総裁のベンジャミン・ストロングとは個人的な信頼関係を築き、第一次世界大戦後の国際金融の再建に努力した。1931年にイギリスは金本位制を離脱し、保有する外貨と金準備は大蔵省に移された。
ノーマンは、 アドルフ・ヒトラーとナチスの支持者であり、ナチス政権下でライヒスバンク総裁と経済相を務めたヒャルマル・シャハトの親しい友人であった。ノーマンはシャハト家と親しく、シャハトの孫の名付け親ともなった。二人ともイギリス-ドイツ連盟および国際決済銀行の一員であった。
チェコスロバキアが国際決済銀行の口座に保有していた金を、ライヒスバンクが動かしていた口座に移動した件を承認したと言われている。10日以内に、金は他の複数の口座に移動した。第二次世界大戦が始まった2ヶ月後の1939年秋にも、ノーマンはチェコスロバキアの金をドイツに移動することを支持している。イギリス政府はこれを止めようと介入した。1944年、ノーマンはイングランド銀行から引退した。

### 叙勲
引退後、ノーマンは連合王国貴族としてケント州セント・クレールのノーマン男爵に叙せられた。1923年にはPC（枢密顧問官）に就任している。

### 私生活
1933年、61歳のノーマンは34歳のプリシラ・ワーソーンと結婚した。1950年に脳梗塞で死去した。さきの結婚で2人の義理の息子は得たが、実子は生まれなかったため、爵位は1代限りで廃絶となった。

## 逸話
- 同世代のフランス銀行総裁エミール・モロー（英語版）とは犬猿の仲であり、「鈍重かつ頑固、創造力や理解力が欠片もないうえに、了見が狭く貪欲で、偉そうに突っかかってくる男」と酷評した。[4]
- 国際決済銀行がその拠点を置くバーゼルにて、バンカー仲間と雑談を交わして過ごす時間をこよなく愛したといわれており、伝記作家アンドリュー・ボイル（英語版）曰く「ノーマンの心のよりどころであった」という。[5]

## 関連文献
- ライアカット・アハメド『世界恐慌』